# Robert Fontaine
Robert Fontaine (nascut el 18 de novembre de 1980) és un jugador d'escacs i periodista francès. Va rebre el títol de Gran Mestre de la FIDE l'any 2002. Va jugar sota bandera de Mònaco del 2016 al 2018 i actualment juga representant Suïssa.

## Carrera d'escacs
Fontaine va obtenir el títol de Mestre Internacional el 1997 i el de Gran Mestre el 2002. Va ser jugador d'escacs professional des del 2002 fins al 2005, quan va esdevenir entrenador professional d'escacs i director del Club d'escacs de Cannes. L'any 2004 Fontaine va jugar amb la selecció francesa a la 36a Olimpíada d'escacs. També va treballar com a presentador a Europe Échecs. Es va incorporar a Agon Limited com a cap de gabinet l'agost de 2012, però va dimitir després del Campionat Mundial d'Escacs de 2013. Va transferir la seva fitxa federativa a Mònaco el 2016 i a Suïssa el 2018.